# Kino w Trampkach
Kino w Trampkach (KwT) – (ang. Cinema in Sneakers) – doroczny festiwal filmowy dla dzieci i młodzieży, odbywający się w Warszawie oraz Gdańsku. Prezentuje wybrane filmy kina światowego, europejskiego i polskiego, przeznaczone dla różnych grup wiekowych (sytuujących się
w przedziałach wiekowych od 3 do 19+). Na festiwalu pokazywane są krótkie, średnie i pełne metraże, filmy aktorskie, dokumentalne, animowane
i eksperymentalne.
W trakcie festiwalu organizowane są konkursy filmów dziecięcych oraz młodzieżowych (krótko- i długometrażowych). Zwycięzców wyłaniają zespoły jurorów: Dziecięce Jury oraz Młodzieżowe Jury. Odbywa się także plebiscyt publiczności. Ponadto, przed rozpoczęciem festiwalu zespół młodych ludzi dokonuje wyboru poszczególnych tytułów do sekcji konkursowych w ramach tzw. Młodzieżowej Grupy Programowej.
Główną nagrodą przyznawaną podczas Kina w Trampkach jest para kolorowych Trampek.
Oprócz statuetki reżyserzy zwycięskiego filmu otrzymują również nagrodę finansową. W każdej sekcji konkursowej przyznawane są wyróżnienia.
Festiwal Kino w trampkach włączył Warszawę (a od 2018 roku również Gdańsk) do grona filmowych stolic kina dziecięcego i młodzieżowego. W 2015 roku festiwal zyskał tytuł Hitu Kultury 2013 oraz został nagrodzony „Wdechą Publiczności”, przyznawaną w plebiscycie tygodnika Gazety Wyborczej „Co jest grane?”.

## Historia imprezy
Festiwal Kino w Trampkach powstał w 2013 r. jako miejsce promocji inteligentnego kina dla młodego widza. Myślą przyświecającą organizatorom były słowa Janusza Korczaka:
„Nie ma dzieci – są ludzie, ale o innej skali pojęć, innym zasobie doświadczenia, innych popędach, innej grze uczuć”. Powstał zatem festiwal, dający młodym widzom możliwość poznania różnorodnych dzieł filmowych: realizowanych w rozmaitych stylach, a także poruszających ważne, bliskie współczesnym odbiorcom problemy. Filmy są wyselekcjonowane tak, by – w przeciwieństwie do głównego, często komercyjnego nurtu kina nastawionego na jak najszersze i ujednolicone grono widzów – odpowiadały potrzebom dzieci w różnym wieku, ich oczekiwaniom zmieniającym się wraz z każdym kolejnym rokiem niedorosłego (młodzieńczego) życia.

## Edycje festiwalu
1. Kino w Trampkach, 26 – 29 września 2013
- kina: Kinoteka, Iluzjon

2. Kino w trampkach, 20 – 28 września 2014
- kina: Iluzjon, Praha

3. Kino w Trampkach, 13 – 21 czerwca 2015
- kina: Luna, Wisła, Multikino Ursynów

4. Kino w Trampkach, 1 – 12 czerwca 2016
- kina: Luna, Wisła, Multikino Ursynów

5. Kino w Trampkach, 31 maja – 11 czerwca 2017
- kina: Luna, Kinoteka

6. Kino w Trampkach, 7 – 17 czerwca 2018
- kina: Kinoteka, Luna, Filmoteka Narodowa – Instytut Audiowizualny

7. Kino w Trampkach, 30 maja – 9 czerwca 2019
- kina: Kinoteka, Luna

8. Kino w Trampkach, 1 – 31 sierpnia 2020
oraz Międzynarodowy Konkurs Filmów Krótkometrażowych Dziecięcych oraz Młodzieżowych, 19 października – 27 listopada 2020
- online

9. Kino w Trampkach, 19 kwietnia – 24 czerwca 2021
- online

## Zwycięzcy
W pierwszej i drugiej edycji festiwalu nie było sekcji konkursowych.
2015
W trzeciej edycji festiwalu (2015) główne nagrody otrzymały filmy:
- „Anatol i jego patelnia”, reż. Éric Montchaud (Konkurs Krótkometrażowych Filmów Dziecięcych),
- „Nelly”, reż. Chris Raiber (Konkurs Krótkometrażowych Filmów Młodzieżowych),
- „Tęcza”, reż. Nagesh Kukunoor (Konkurs Pełnometrażowych Filmów Dziecięcych),
- „Nena”, reż. Saskia Diesing (Konkurs Pełnometrażowych Filmów Młodzieżowych).

Wyróżnienia przyznano filmom:
- „Miasto mitów”, reż. Alexandra Hetmerová (Konkurs Krótkometrażowych Filmów Dziecięcych),
- „Słowik i Róża Oscara Wilde’a”, reż. Del Kathryn Barton oraz Brendan Fletcher (Konkurs Krótkometrażowych Filmów Młodzieżowych),
- „Wronie jajo”, reż. M. Manikandan (Konkurs Pełnometrażowych Filmów Dziecięcych),
- „Pewnej nocy w Oslo”, reż. Eirik Svensson (Konkurs Pełnometrażowych Filmów Młodzieżowych).

W plebiscycie publiczności wygrał film:
- „Mecz o wszystko”, reż. Jay Shapiro.

2016
W czwartej edycji festiwalu (2016) główne nagrody otrzymały filmy:
- „Ninnoc”, reż. Niki Padidar (Konkurs Krótkometrażowych Filmów Dziecięcych),
- „HÖrdur”, reż. Ekrem Ergün (Konkurs Pełnometrażowych Filmów Dziecięcych),
- „Balkon”, reż Toby Fell-Holden (Konkurs Krótkometrażowych Filmów Młodzieżowych),
- „Zadymiarze”, reż. Mikhail Mestetskiy (Konkurs Pełnometrażowych Filmów Młodzieżowych).

Wyróżnienia przyznano filmom:
- „Chór”, reż. Kristof Deák (Konkurs Krótkometrażowych Filmów Dziecięcych),
- „Nowa klasa”, reż. Rudi Rosenberg (Konkurs Pełnometrażowych Filmów Dziecięcych),
- „Sputnik”, reż. Noël Loozen (Konkurs Krótkometrażowych Filmów Młodzieżowych),
- „Bezgwiezdne sny”, reż. Mehrdad Oskouei (Konkurs Pełnometrażowych Filmów Młodzieżowych).

W plebiscycie publiczności wygrał film:
- „Mały gangster”, reż. Arne Toonema

2017
W piątej edycji festiwalu (2017) główne nagrody otrzymały filmy:
- „Szafa Amelii”, reż. Halima Lucas (Konkurs Krótkometrażowych Filmów Dziecięcych),
- „Daj radę, Amelie”, reż. Tobias Wiemann (Konkurs Pełnometrażowych Filmów Dziecięcych),
- „Mleko”, reż. Daria Vlasova (Konkurs Krótkometrażowych Filmów Młodzieżowych),
- „Serce z kamienia”, reż. Guðmundur Arnar Guðmundsson (Konkurs Pełnometrażowych Filmów Młodzieżowych).

Wyróżnienia przyznano filmom:
- „Księżniczka”, reż. Karsten Dahlem (Konkurs Krótkometrażowych Filmów Dziecięcych),
- „W sercu gra”, reż. Michel Boujenah (Konkurs Pełnometrażowych Filmów Dziecięcych),
- „Nie ma królów w naszej krwi”, reż. Mees Peijnenburg (Konkurs Krótkometrażowych Filmów Młodzieżowych),
- „Goodbye Berlin”, reż. Fatih Akin (Konkurs Pełnometrażowych Filmów Młodzieżowych).

W plebiscycie publiczności wygrał film:
- „Daj radę, Amelie”, reż. Tobias Wiemann

2018
W szóstej edycji festiwalu (2018) główne nagrody otrzymały filmy:
- „Jak mieć 12 lat i nie zwariować”, reż. Tilda Cobham-Hervey (Konkurs Krótkometrażowych Filmów Dziecięcych),
- „Na wskroś”, reż. Likarion Wainaina (Konkurs Pełnometrażowych Filmów Dziecięcych),
- „Na zdrowie!”, reż. Paulina Ziółkowska (Konkurs Krótkometrażowych Filmów Młodzieżowych),
- „Fortuna”, reż. Germinal Roaux (Konkurs Pełnometrażowych Filmów Młodzieżowych).

Wyróżnienia przyznano filmom:
- „Skoki do wody”, reż. Jeremy Collins i Kelly Dillon (Konkurs Krótkometrażowych Filmów Dziecięcych),
- „Supa Modo”, reż. Likarion Wainaina (Konkurs Pełnometrażowych Filmów Dziecięcych),
- „Źródło kłopotu”, reż. Tessa Louise Pope (Konkurs Krótkometrażowych Filmów Młodzieżowych).

W plebiscycie publiczności wygrał film:
- „Over the Limit”, reż. Marta Prus

2020
W ósmej edycji festiwalu (2020) główne nagrody otrzymały filmy:
- „W swojej skórze”, reż. Emmy Branderhorst (Konkurs Krótkometrażowych Filmów Dziecięcych – Warszawa),
- „Nogi Maradony”, reż. Firas Khoury (Konkurs Krótkometrażowych Filmów Dziecięcych – Gdańsk),
- „Mamo, mamo, mamo”, reż. Sol Berruezo Pichon-Riviére (Konkurs Pełnometrażowych Filmów Dziecięcych – Warszawa),
- „Pod słońce”, reż. Carolina Hellsgård (Konkurs Pełnometrażowych Filmów Dziecięcych – Gdańsk),
- „Niech zapamięta nas wiatr”, reż. Aldana Santantonio (Konkurs Krótkometrażowych Filmów Młodzieżowych),
- „A potem tańczyliśmy”, reż. Levan Akin (Konkurs Pełnometrażowych Filmów Młodzieżowych – Warszawa),
- „Ptaki blokowisk”, reż. Ellen Fiske, Ellinor Hallin (Konkurs Pełnometrażowych Filmów Młodzieżowych – Gdańsk).

Wyróżnienia przyznano filmom:
- „W sąsiedztwie”, reż. Pedro Brito (Konkurs Krótkometrażowych Filmów Dziecięcych – Warszawa),
- „Drzewo nr 3”, reż. Omer Ben-Shachar (Konkurs Krótkometrażowych Filmów Dziecięcych – Gdańsk),
- „Pod słońce”, reż. Carolina Hellsgård (Konkurs Pełnometrażowych Filmów Dziecięcych – Warszawa),
- „Max”, reż. Florence Hugues (Konkurs Krótkometrażowych Filmów Młodzieżowych),
- „Mamo, mamo, mamo”, reż. Sol Berruezo Pichon-Riviére (Konkurs Pełnometrażowych Filmów Dziecięcych – Gdańsk),
- „White Riot”, reż. Rubika Shah (Konkurs Pełnometrażowych Filmów Młodzieżowych – Warszawa).

2021
W dziewiątej edycji festiwalu (2021) główne nagrody otrzymały filmy:
- „Szkoła na brzegu morza”, reż. Solveig Melkeraaen (Konkurs Krótkometrażowych Filmów Dziecięcych – Warszawa),
- „Na wzgórzu”, reż. Lukáš Ďurica, Juraj Mäsiar (Konkurs Krótkometrażowych Filmów Dziecięcych – Gdańsk),
- „Klub brzydkich dzieci”, reż. Jonathan Elbers (Konkurs Pełnometrażowych Filmów Dziecięcych – Warszawa),
- „Klub brzydkich dzieci”, reż. Jonathan Elbers (Konkurs Pełnometrażowych Filmów Dziecięcych – Gdańsk),
- „Bertha i Wolfram”, reż. Tijs Torfs (Konkurs Krótkometrażowych Filmów Młodzieżowych – Warszawa),
- „Odbicie”, reż. Juan Carlos Mostaza (Konkurs Krótkometrażowych Filmów Młodzieżowych – Gdańsk),
- „Pani Nilu”, reż. Atiq Rahimi (Konkurs Pełnometrażowych Filmów Młodzieżowych – Warszawa),
- „Dziewczyna z Placu Igieł”, reż. Pierre Monnard (Konkurs Pełnometrażowych Filmów Młodzieżowych – Gdańsk).

Wyróżnienia przyznano filmom:
- „Strażnik jabłoni”, reż. Alli Vartanyan (Konkurs Krótkometrażowych Filmów Dziecięcych – Warszawa),
- „Dzień z życia chłopca”, reż. Niklas Bauer oraz „Strażnik jabłoni”, reż. Alli Vartanyan (Konkurs Krótkometrażowych Filmów Dziecięcych – Gdańsk),
- „Drużyna Marco”, reż. Julio Vincent Gambuto (Konkurs Pełnometrażowych Filmów Dziecięcych – Gdańsk),
- „Migranci”, reż. Hugo Caby, Antoine Dupriez, Aubin Kubiak, Lucas Lermytte, Zoé Devise (Konkurs Krótkometrażowych Filmów Młodzieżowych – Warszawa),
- „O tym jak moja babcia stała się krzesłem”, reż. Nicolas Fattouh (Konkurs Krótkometrażowych Filmów Młodzieżowych – Gdańsk),
- „Pani Nilu”, reż. Atiq Rahimi (Konkurs Pełnometrażowych Filmów Młodzieżowych – Gdańsk).

## Sekcje festiwalu
Sekcje konkursowe:
- Konkurs krótkometrażowych filmów dziecięcych,
- Konkurs pełnometrażowych filmów dziecięcych,
- Konkurs krótkometrażowych filmów młodzieżowych,
- Konkurs pełnometrażowych filmów młodzieżowych.

Pozostałe sekcje:
- Dziecięce olśnienia – W ramach tej sekcji zapraszanych jest dwoje ciekawych ludzi, ważnych w przestrzeni kultury dziecięcej i młodzieżowej, aby opowiedzieli widzom festiwalu o dwóch filmach, które wywarły na nich w dzieciństwie wielkie wrażenie. Następnie odbywa się pokaz wskazanych filmów.
- Ikony popkultury – Czym jest popkultura? Jak to się dzieje, że pewne zjawiska (sceny, piosenki czy też filmowi bohaterowie) zyskują kultowy status? Na czym polega różnica między kulturą i popkulturą i czy popkultura może być sztuką? Jak mądrze wykorzystywać potencjał popkultury? To zagadnienia nadające kształt sekcji „Ikony popkultury”, podczas której obok pokazów popularnych, a zarazem wartościowych filmów, odbywa się wiele atrakcyjnych wydarzeń, połączonych z zabawami i odwiedzinami nietypowych gości z ulubionych bajek (w 2015 roku były to 60. urodziny króliczki Miffy oraz 70-lecie muminkowej sagi).
- Focus na dokument – Ideą sekcji jest promowanie filmów dokumentalnych, ukazujących życie młodych ludzi z różnych zakątków świata.
- Polska cyfrowa dla dzieci-filmowy wehikuł czasu – Projekt realizowany we współpracy z Wytwórnią Filmów Dokumentalnych i Fabularnych oraz Narodowym Archiwum Cyfrowym. W tej sekcji prezentowane są odnowione cyfrowo filmy sprzed lat, adresowane do dzieci i młodzieży.
- Przegapiłeś? Musisz zobaczyć! Pokazy dystrybuowanych w kinach filmów, które warto obejrzeć.
- Poza konkursem – Pokazy filmów mało znanych na terenie Polski, a zasługujących na to, by przypomnieć o nich młodej widowni. To filmy nagradzane na wielu festiwalach, zarówno przez dziecięcych i nastoletnich jurorów, jak i przez profesjonalne jury.

## Wydarzenia towarzyszące
Warsztaty – co roku pokazom filmów w czasie festiwalu towarzyszą różnorodne warsztaty (m.in. scenariuszowe, dubbingowe, operatorskie, filmu animowanego, scenograficzne), zwykle odbywające się w małych grupach uczestników podzielonych ze względu na wiek. Zajęcia odsłaniają tajniki produkcji filmowej. Warsztaty prowadzoną znawcy kina (aktorzy, scenarzyści, graficy, operatorzy, reżyserzy, filmoznawcy, animatorzy kultury).
Wystawy – nieodłączną częścią festiwalu są wystawy. W 2014 roku odbyła się wystawa fotograficzna „Kadry ze świata – podróże okiem Polaków” (zorganizowana przez podróżników związanych z Fundacją „Kadry ze świata” spełniającą podróżnicze marzenia dzieci). Podczas 2. edycji festiwalu miały również miejsce: wystawa „Kaczor Donald – 80 lat śmiechu” (dokumentująca 20 lat Donalda w komiksie) oraz multimedialna wystawa „Kulturanek”. W 2015 roku można było obejrzeć „70 lat muminkowej sagi” (wystawę poświęconą słynnym powieściom Tove Jansson oraz samej autorce) oraz wystawę „Masz Prawa Człowieku” (przedstawiającą prace wybitnych polskich artystów). W 2020 i 2021 roku festiwalowi towarzyszyła wirtualna interaktywna przestrzeń Kids Media Lab, która stanowiła onlinową przestrzeń działań twórczych połączoną z nauką korzystania z nowych mediów.
Spotkania z twórcami filmów i kulturoznawcami – zadaniem festiwalu jest budowanie kulturalnej świadomości widzów, a także rozbudzanie ciekawości świata. Celowi temu służą m.in. spotkania; w czasie 2.edycji odbyła się prezentacja książki „Polski film dla dzieci i młodzieży” Anny Wróblewskiej i Jerzego Armaty, podczas której goszczeni byli jej autorzy. Zaś w trakcie 3.edycji zaproszeni zostali twórcy filmu „Za niebieskimi drzwiami” – ekranizacji powieści Marcina Szczygielskiego.

### Ciekawe projekty
Formułując założenia festiwalu, organizatorzy zaznaczyli: „Festiwal pełni rolę forum wymiany doświadczeń w zakresie problemów młodego człowieka we współczesnym świecie. Podkreśla znaczenie dostępu do różnorodnych filmów dziecięcych i młodzieżowych jako niezbędnego składnika dobrego, zrównoważonego rozwoju współczesnych młodych ludzi”. Kino w Trampkach już od pierwszej edycji realizuje cele edukacyjne – przez edukację rozumiejąc „obrastanie w doświadczenie, konfrontację z innymi światami i odkrywanie siebie”.
W związku z tym każdego roku integralną częścią festiwalu są okołofilmowe spotkania dla młodych widzów, wspierające rozwój kompetencji społecznych i emocjonalnych. Dotychczas w ramach tego cyklu odbyły się m.in.: w 2013 roku „Warsztaty psychospołeczne” oraz cykl warsztatów pt. „Mój przyjaciel film”; w 2014 roku „Rozmowy o dorastaniu” (seria spotkań z ekspertami i myślicielami oraz warsztaty prowadzone przez Helsińską Fundację Praw Człowieka na temat granic wolności i wyrażania siebie); w 2015 roku odbyły się zaś „Filmowe lekcje wychowawcze” oraz „Warsztaty Agnieszki Kot. Emocje trudne w przeżywaniu”. Organizatorem wielu wydarzeń z tego zakresu była Fundacja „Generator”.
W trakcie festiwalu organizowane są też spotkania dotyczące pracy z filmem jako narzędziem wychowawczym, przeznaczone dla nauczycieli, rodziców oraz osób zainteresowanych sferą edukacji i rozwoju osobistego. Prowadzą je m.in. psychologowie, psychoterapeuci, pedagodzy, filozofowie. W 2013 roku odbyły się „Warsztaty dla nauczycieli gimnazjów i szkół ponadgimnazjalnych” oraz konferencja „Film w edukacji i wychowaniu”. W 2015 roku nauczyciele wraz z uczniami wzięli udział w warsztatach pomocnych w przygotowywaniu atrakcyjnych scenariuszy zajęć wychowawczych opartych na materiałach filmowych (podczas wspominanych „Filmowych lekcji wychowawczych”, przygotowanych przez Fundację Generator w ramach wieloletniego projektu „Kinoterapia”).
„Zima w mieście”

To zapoczątkowane w 2016 roku przedsięwzięcie, przygotowane dla młodych widzów na okres ferii zimowych. W wielu kinach na terenie całej Polski pokazywany jest wówczas zestaw filmów wyselekcjonowanych przez organizatorów Kina w Trampkach (są to m.in. obrazy nagrodzone podczas czerwcowego festiwalu).

### Kids Media Lab
Podczas ósmej (2020) i dziewiątej (2021) edycji festiwalowi towarzyszyła wirtualna przestrzeń twórcza, która wykorzystując nowe technologie i nowe media angażowała młodych użytkowników do tworzenia własnych historii. Interaktywna wystawa uzupełniona była o przestrzeń edukacyjno-warsztatową, zarówno dla młodych, jak również ich rodziców.
Audiodeskrypcja

Dla osób niewidzących i słabowidzących proponowane są filmy z audiodeskrypcją.

## Młodzieżowa Grupa Programowa
Grupa 6-8 osób w wieku od 14 do 21 lat. To młodzi kinomani, którzy pragną dzielić się swoją pasją z rówieśnikami oraz uczyć się, jak profesjonalnie oglądać i oceniać filmy. Oprócz udziału w selekcji filmów do sekcji konkursowe, Młodzieżowa Grupa Programowa doradza również w wyborze tytułów do sekcji specjalnych, prezentuje filmy oraz udziela wywiadów.

## Jury
W 2015 roku ukształtowały się 3 grupy jurorów:

– Dziecięce Jury (Konkurs Krótkometrażowych Filmów Dziecięcych) – 5 osób w wieku 10–12 lat;

– Dziecięce Jury (Konkurs Długometrażowych Filmów Dziecięcych) – 7 osób w wieku 11–13 lat;

– Młodzieżowe Jury (obydwa konkursy młodzieżowe) – 7 osób powyżej 14 roku życia.

Podczas bieżącej edycji festiwalu wyłania się grupy jurorów na kolejną, przyszłoroczną edycję.

## Manifest
1. Młodzi widzowie mają prawo do różnorodnego kina.

2. Filmy są rozrywką, sztuką bywają. Młodziaki mają prawo
i do inteligentnej rozrywki, i do obcowania ze sztuką.

3. Filmy mają zachęcać do myślenia i poznawania.

4. Film dziecięcy to nie gatunek filmowy. Gatunki to m.in. komedia, dramat, thriller, przygodowy, love story – i takie też są filmy dla młodych widzów.

5. Młodym widzom należy pokazywać filmy o nich samych, dla nich samych i z udziałem aktorów – równolatków.

6. Młodzi widzowie mają prawo do chodzenia do kina. Najlepiej w trampkach.

7. Młodzi widzowie mają prawo do poznawania sztuki i produkcji filmowej poprzez zajęcia interaktywne i warsztaty.

8. Młodzi widzowie mają prawo tworzyć filmy.

## Źródła
- Materiały festiwalu Kino w Trampkach,
- Katalogi 1-3 edycji festiwalu,
- Oficjalna strona festiwalu:
  - https://web.archive.org/web/20160324080122/http://www.kinowtrampkach.pl/pl/ [data dostępu:2016-02-17],
  - https://www.kinowtrampkach.pl/ [data dostępu:2022-01-21]
- Wywiady, artykuły, recenzje:
  - http://natemat.pl/117743,fascynacje-filmowe-mlodych-pierwsze-i-dlaczego-takie-wazne-wywiad [data dostępu:2016-02-17],
  - https://web.archive.org/web/20160730181227/http://www.liceumfilmowe.pl/pl/kino-w-trampkach [data dostępu:2016-02-17],
  - http://www.polskieradio.pl/Kino-w-trampkach/Tag173050 [data dostępu:2016-02-17],
  - https://web.archive.org/web/20160324123453/http://www.kulturalna.warszawa.pl/wydarzenia,1,95822,quot;Kino_w_trampkachquot;_Festiwal_Filmowy_dla_Dzieci_i_M%C5%82....html?locale=pl_PL [data dostępu:2016-02-17],
  - https://www.rp.pl/kultura/art12273101-festiwal-filmowy-kino-w-trampkach [data dostępu:2016-02-17],
  - https://web.archive.org/web/20160326214726/http://radioaktywne.pl/festiwal-filmowy-dla-dzieci-i-mlodziezy-kino-w-trampkach/ [data dostępu:2016-02-17],
  - https://web.archive.org/web/20160325052731/http://www.ceo.org.pl/pl/filmotekaszkolna/news/festiwal-filmowy-kino-w-trampkach-0 [data dostępu:2016-02-17],
  - http://kinoterapia.pl/2013/08/19/warsztaty-dla-specjalistow-na-festiwalu-kino-w-trampkach-26-29-wrzesnia-2013/ [data dostępu:2016-02-17],